# اصالت روان

اصالت روان (به انگلیسی: Spiritualism) در مقابل اصالت ماده قرار دارد. محتوای اصالت روان عبارت است از قول به روحانیت نفس و استقلال آن از بدن.
اصالت روان، باور دارد که کنار هم قرار گرفتن ملکولها براساس هر الگوی قابل تصور، منجر به پیدایش حیات نمی‌شود و عامل حیات ماهیت غیر شیمیایی دارد. همچنین عناصر شیمیایی بدن جانداران به تنهایی نمی‌توانند کارکردهای حیاتی بدن را پدیدآورند و میان آنها هماهنگی ایجاد کنند
هر فلسفه ای که معتقد باشد وجود انسان مرکب از روح و بدن است، فلسفه اصالت روان است.

## لغت‌شناسی
اصالت (اَ لَ) [ع . اصالة] (اِمص)[اصیل بودن.
روانشناسی (حامص) دانش مطالعه و شناخت روان و مسایل مربوط به آن.

## روانشناسی، اخلاق و جامعه‌شناسی، وجودشناسی
1. در روانشناسی، اصالت روان نظر کسانی است که معتقداند تصورات و پدیدارهای عقلی و افعال ارادی را نمی‌توان با پدیدارهای اندامی تفسیر کرد.
2. در علم اخلاق و جامعه‌شناسی، معنی اصالت روان این است که فرد و جامعه دارای دو هدف هستند. یکی از این اهداف متعلق به حیات حیوانی یا حیات مادی است. دیگری متعلق به حیات روحی محض، و این دو غایت متعارض یکدیگرند.

۳. در وجودشناسی Ontology اصالت روان نظریه کسانی است که می‌گویند در عالم هستی دو جوهر متمایز وجود دارد. یکی جوهر روحی که دو صفت تفکر و آزادی، ذاتی آن است.
دیگری جوهر مادی که امتداد و حرکت ذاتی آن است.

## دیگر معانی
1. اصالت روان به این معنی هم به کار رفته‌است که: روح یا روان جوهر هستی است و حقیقت وجود هر چیزی عبارت است از روح ساری در وجود آن.
2. اصالت روان را به معنی روان مندی نیز استعمال کرده‌اند.
3. روحی و روحانی، به یک معنی، مترادف‌اند؛ مثلاً می‌گویند روحانیت نفس و مقصود از آن، جوهر مستقل جدا از بدن است.

## نتایج
نتایج اصالت روان عبارت است از ۱- قول به بقای نفس بعد از مرگ ۲- قول به وجود خدا. ۳- قول به برتری ارزش‌های روحی یا معنوی بر ارزش‌های مادی.